# کورجیو
کورجیو (به ایتالیایی: Cureggio) یک کومونه در ایتالیا است که در استان نووارا واقع شده‌است.

## خصوصیات
کورجیو ۸٫۴ کیلومترمربع مساحت و ۲٬۳۰۳ نفر جمعیت دارد.